# Dewdrop-Gletscher
Der Dewdrop-Gletscher ist ein kleiner hängender Gletscher an der Scott-Küste des ostantarktischen Viktorialands. Am Südwestufer des Granite Harbor fließt er zwischen The Flatiron und Devils Ridge zum Kopfende des Devils Punchbowl.
Teilnehmer der Terra-Nova-Expedition (1910–1913) unter der Leitung des britischen Polarforschers Robert Falcon Scott entdeckten und benannten ihn nach seiner Erscheinung, die an einen Tautropfen (englisch dewdrop) erinnert.